# Kolo Touré
Kolo Abib Touré (sinh ngày 19 tháng 3 năm 1981) là một cựu cầu thủ và huấn luyện viên bóng đá Bờ Biển Ngà. Anh từng thi đấu ở vị trí trung vệ cho Arsenal, Manchester City, Liverpool, Celtic và Đội tuyển bóng đá quốc gia Bờ Biển Ngà. Anh hiện là thành viên ban huấn luyện đội tuyển Bờ Biển Ngà.
Sau khi bắt đầu sự nghiệp ở ASEC Mimosas, Touré chuyển đến Arsenal năm 2002, có 326 trận cho câu lạc bộ và là một phần của đội hình bất bại mùa 2003-04. Vào năm 2009, anh chuyển tới Manchester City, nơi anh tái hợp người em trai Yaya Touré, giúp City đoạt chức vô địch Giải bóng đá Ngoại hạng Anh 2011-12, lần đầu tiên sau 44 năm. Anh là một trong số ít cầu thủ vô địch Ngoại hạng Anh trong màu áo hai câu lạc bộ. Vào năm 2013 Touré chuyển tới Liverpool. Anh kết thúc sự nghiệp ở Celtic.
Touré là thành viên của Đội tuyển bóng đá quốc gia Bờ Biển Ngà từ năm 2000 tới 2015 với 120 trận ra sân. Anh cùng đội tuyển tham dự Giải vô địch bóng đá thế giới 2006, 2010 và 2014. Touré cũng tham dự bảy kỳ Cúp bóng đá châu Phi từ 2002 tới 2015, giàn ngôi á quân năm 2006 và 2012, và vô địch Cúp bóng đá châu Phi 2015.

## Tiểu sử

### Sự nghiệp
Toure chơi bóng vào lúc lên 15 tuổi với đôi chân trần và tài năng của anh đã sớm được phát hiện ở Bờ Biển Ngà và đã được cấp học bổng tại một trường bóng đá Abidjan do Jean-Marc Guillou quản lý.

## Thống kê sự nghiệp

### Câu lạc bộ
Tính đến 29 tháng 11 năm 2015.
| Câu lạc bộ          | Mùa giải            | Premier League | Premier League | FA Cup* | FA Cup* | Châu Âu* | Châu Âu* | Tổng cộng | Tổng cộng |
| Câu lạc bộ          | Mùa giải            | Trận           | Bàn            | Trận    | Bàn     | Trận     | Bàn      | Trận      | Bàn       |
| ------------------- | ------------------- | -------------- | -------------- | ------- | ------- | -------- | -------- | --------- | --------- |
| Arsenal             | 2002–03             | 26             | 2              | 7       | 0       | 7        | 0        | 40        | 2         |
| Arsenal             | 2003–04             | 37             | 1              | 8       | 2       | 10       | 0        | 55        | 3         |
| Arsenal             | 2004–05             | 35             | 0              | 7       | 0       | 8        | 1        | 50        | 1         |
| Arsenal             | 2005–06             | 33             | 0              | 1       | 0       | 12       | 1        | 46        | 1         |
| Arsenal             | 2006–07             | 35             | 3              | 8       | 1       | 10       | 0        | 53        | 4         |
| Arsenal             | 2007–08             | 30             | 2              | 2       | 0       | 9        | 0        | 41        | 2         |
| Arsenal             | 2008–09             | 29             | 1              | 3       | 0       | 9        | 0        | 41        | 1         |
| Arsenal             | Tổng cộng           | 225            | 9              | 36      | 3       | 65       | 2        | 326       | 14        |
| Manchester City     | 2009–10             | 31             | 1              | 2       | 1       | —        | —        | 33        | 2         |
| Manchester City     | 2010–11             | 22             | 1              | 5       | 0       | 5        | 0        | 32        | 1         |
| Manchester City     | 2011–12             | 14             | 0              | 3       | 0       | 3        | 0        | 20        | 0         |
| Manchester City     | 2012–13             | 15             | 0              | 3       | 0       | 0        | 0        | 18        | 0         |
| Manchester City     | Tổng cộng           | 82             | 2              | 13      | 1       | 8        | 0        | 103       | 3         |
| Liverpool           | 2013–14             | 20             | 0              | 4       | 0       | —        | —        | 24        | 0         |
| Liverpool           | 2014–15             | 12             | 0              | 6       | 0       | 3        | 0        | 21        | 0         |
| Liverpool           | 2015–16             | 2              | 0              | 1       | 0       | 3        | 0        | 6         | 0         |
| Liverpool           | Tổng cộng           | 34             | 0              | 11      | 0       | 6        | 0        | 51        | 0         |
| Tổng cộng sự nghiệp | Tổng cộng sự nghiệp | 341            | 11             | 54      | 4       | 79       | 2        | 479       | 17        |

(* FA Cup, League Cup và FA Community Shield)

(* UEFA Champions League, UEFA Europa League và UEFA Super Cup)

### Đội tuyển quốc gia
Tính đến ngày 8 tháng 2 năm 2015.
| Đội tuyển quốc gia | Năm       | Trận | Bàn |
| ------------------ | --------- | ---- | --- |
| Bờ Biển Ngà        | 2000      | 1    | 0   |
| Bờ Biển Ngà        | 2001      | 10   | 0   |
| Bờ Biển Ngà        | 2002      | 5    | 0   |
| Bờ Biển Ngà        | 2003      | 4    | 0   |
| Bờ Biển Ngà        | 2004      | 6    | 1   |
| Bờ Biển Ngà        | 2005      | 9    | 0   |
| Bờ Biển Ngà        | 2006      | 11   | 1   |
| Bờ Biển Ngà        | 2007      | 8    | 0   |
| Bờ Biển Ngà        | 2008      | 11   | 0   |
| Bờ Biển Ngà        | 2009      | 7    | 0   |
| Bờ Biển Ngà        | 2010      | 13   | 2   |
| Bờ Biển Ngà        | 2011      | 3    | 1   |
| Bờ Biển Ngà        | 2012      | 14   | 1   |
| Bờ Biển Ngà        | 2013      | 5    | 0   |
| Bờ Biển Ngà        | 2014      | 5    | 1   |
| Bờ Biển Ngà        | 2015      | 8    | 0   |
| Tổng cộng          | Tổng cộng | 120  | 7   |

### Bàn thắng quốc tế
| 1.                               | 28 tháng 4 năm 2004  | Sân vận động Aix-les-Bains, Aix-les-Bains, Pháp           | Guinée       | 2–1 | 4–2 | Giao hữu                 |
| 2.                               | 8 tháng 10 năm 2006  | Sân vận động Félix Houphouët-Boigny, Abidjan, Bờ Biển Ngà | Gabon        | 3–0 | 5–0 | Vòng loại CAN 2008       |
| 3.                               | 4 tháng 6 năm 2010   | Sân vận động Tourbillon, Sion, Thụy Sĩ                    | Nhật Bản     | 2–0 | 2–0 | Giao hữu                 |
| 4.                               | 10 tháng 8 năm 2010  | Upton Park, Luân Đôn, Anh                                 | Ý            | 1–0 | 1–0 | Giao hữu                 |
| 5.                               | 9 tháng 10 năm 2011  | Sân vận động Félix Houphouët-Boigny, Abidjan, Bờ Biển Ngà | Burundi      | 1–0 | 2–1 | Vòng loại CAN 2012       |
| 6.                               | 9 tháng 6 năm 2012   | Sân vận động Marrakech, Marrakech, Maroc                  | Maroc        | 2–1 | 2–2 | Vòng loại World Cup 2014 |
| 7.                               | 14 tháng 11 năm 2014 | Sân vận động Félix Houphouët-Boigny, Abidjan, Bờ Biển Ngà | Sierra Leone | 1–0 | 5–1 | Vòng loại CAN 2015       |
| Tính đến ngày 8 tháng 2 năm 2015 |                      |                                                           |              |     |     |                          |

## Danh hiệu

### Câu lạc bộ
Arsenal
- Premier League: 2003–04[4]
- FA Cup: 2002–03,[5] 2004–05[6]
- Siêu cúp Anh: 2002, 2004[7]
- Á quân Football League Cup: 2006–07[8]
- Á quân UEFA Champions League: 2005–06[9]

Manchester City
- Premier League: 2011–12[4]
- Siêu cúp Anh: 2012[10]

Liverpool
- Á quân Football League Cup: 2015–16[11]
- Á quân UEFA Europa League: 2015–16[12]

Celtic
- Scottish Premiership: 2016–17[13]
- Scottish League Cup: 2016–17[14]

### Quốc tế
Bờ Biển Ngà
- Cúp bóng đá châu Phi: 2015

### Cá nhân
- Cúp bóng đá châu Phi - Đội hình tiêu biểu: 2015[15]